# Дмитриев, Владимир Иванович (генерал-полковник)
Владимир Иванович Дмитриев (14 июля 1896, Мошнино, Владимирская губерния, Российская империя  — 11 апреля 1979, Москва, СССР) — советский военный деятель, генерал-полковник технических войск (08.08.1955).

## Биография
Родился в 1896 году. Член КПСС с 1920 года.
С 1919 года — на военной службе, общественной и политической работе. Участник Гражданской войны в России, участник подавления Кронштадтского мятежа. На технических и командных должностях в Рабоче-Крестьянской Красной Армии, участник Великой Отечественной войны, заместитель начальника, начальник Центрального управления военных сообщений Министерства обороны СССР.

Могила В. Дмитриева на Троекуровском кладбище

Умер в Москве в 1979 году. Похоронен на Троекуровском кладбище (уч. 1).